# Código de área 641

Códigos de área para el estado de Iowa, Estados Unidos, con el código de área 641 en rojo.

El Código de área 641 es el prefijo telefónico estadounidense para el tercio central, aproximadamente, del estado de Iowa, Estados Unidos, e incluye localidades como Mason City y Ottumwa.
El prefijo fue creado en 2000 al dividirse el territorio original asignado al código de área 515, que ocupaba el tercio central, de norte a sur, del estado de Iowa, en dos partes, quedando las tres cuartas partes del mismo asignadas al nuevo código de área 641.